# Östermalm, Kristianstad
Östermalm är en stadsdel i Kristianstad. Den ligger öster om stadskärnan och härbärgerar bland annat  det gamla Länscellfängelset i Kristianstad. Det var den första byggnaden i stadsdelen och byggdes 1846. På området låg också Kristianstad Lasarett från 1864 till 1973. Östermalm begränsas av Södra Boulevarden i söder, Kanalgatan i väster. Östra Kaserngatan och Hönedalsvägen i norr och Snapphanevägen i Öster. 

## Kulturkvarteret
En byggnad uppförd för tekniska skolan och museum 1917 innehöll också bibliotek. 1936 byggdes Konserthuset Kristianstad (Se bild ) mitt emot platsen för gamla Folkets hus. Konserthuset uppfördes i Skånsk Borggårdsarkitektur av stadsarkitekten Per Lennart Håkanson.  Museet flyttade till Tyghuset vid Stora Torg och ett nytt bibliotek uppfördes 1965. Det var tidigare länsbibliotek i Kristianstads län. Biblioteket hade ungdomsfilial på Vasagatan också på Östermalm som flyttades till det nya biblioteket 1965. Senare sammanbyggdes Konserthus och bibliotek. Musik i Syd har sina lokaler i konserthuset. Tekniska skolan fortsatte som skola först för ekonomistuderande och senare för vuxenutbildningen.

## Kristianstad Lasarett
År 1864 uppfördes ett modernt sjukhus med 103 vårdplatser. Det var andra byggnaden på Östermalm strax öster om staden nära Nosabysjön strand. Utvecklingen av medicinen och stadens tillväxt gjorde att sjukhuset snabbt blev för litet. Det utökades 1890 med 28 platser vårdplatser och fick en separat operationsavdelning. Då Johnan August Hedlund 1896 blev lasarettsläkare tog utvecklingen av sjukhuset fart. Redan 1899 förmådde han landstinget att anslå medel till en röntgenapparat bara 4 år efter Wilhelm Röntgens upptäckt. Lasarettet utvidgades och upprustades och 1900 hade lasarettet 146 sängplatser.
Sjukhuset var ett odelat lasarett, men J. A. Hedlund pläderade för en delning i en kirurgisk och en medicinsk avdelning. Detta kom till stånd 1915. Hedlund var också lasarettets styresman, men avgick som sådan i och med delningen. Han fortsatte som den kirurgiska avdelningens chef fram till sin pensionering 1923. 1926 fick sjukhuset en röntgenavdelning och blev då ett normallasarett. 1930 och 1931 utbyggdes sjukhuset med en avdelning för öron-näsa-hals och då till en förlossningsavdelning, Kristianstad BB. Allteftersom fler specialiteter växte fram inom medicinen byggdes sjukhuset genom de kommande decennierna. En större byggnad för medicinkliniken placerades norr om de äldre byggnaderna 1940. Sedan byggdes en psykiatrisk klinik och en ny byggnad för kvinnosjukvård, BB och barnavdelningar, Det gamla BB blev då långvårdsavdelningar.
Sjukhuset avvecklades successivt från 1973 då nya Centralsjukhuset i Kristianstad stod färdigt. De första åren kallades området Långvårdssjukhuset (LVSK). 1986-1987 fanns ett planerings-projekt att flytta vårdhögskolan från Lasarettsboulevarden till det gamla sjukhuset. På LVSK skulle vårdhögskolan få lokaler tillsammans med den statliga högskolan. Vårdhögskolan och den statliga högskolan skulle läggas ihop och det fanns flera olika förslag till lokalisering. 1992 kom nedläggning av Kristianstads regemente Norringarna (P6) och följden var ett snabbt beslut att flytta ut den statliga högskolan till området. 1995 accepterade landstinget att flytta även vårdhögskola till P6. Efter Ädelreformen 1992 avvecklades allt mera av vårdavdelningarna på området. Psykiatrisk kliniken blev demensboende men byggdes om till bostäder av Kristianstadbyggen (ABK), Medicinkliniken var fortsatt boende för demenssjuka men 2016 lämnade kommunens demensboende LVSK. ABK köpte området 1992 efter att Kristianstad kommun hade motsatt sig en försäljning till privata intressenter. Området kallas Östermalms park och ägs av AB Kristianstadsbyggen som 2021 fick en detaljplan för att vidareutveckla ett bostadsområde på platsen.

## Öster om sjukhusområdet
Öster om sjukhuset mellan Lasarettsboulevarden och Kaserngatan. Nära Östermalms park omedelbart österut ligger den relativt nybyggda Östermalmskyrkan. Kyrkan ersatte en äldre baptisförsamlings kyrka som revs.  Gatan hette Österlånggatan som stängdes av då sjukhusområdet expanderade österut.  Nästa gata i nord/syd hette Kapellgatan och på östra sidan låg kvarteret Stormen som sanerades och där byggde HSB nya bostadsrätter under 1980-talet. Kvarteret Lugnet på västra sidan revs också. Det var där det nyare Folkets hus var beläget. Bortom kvarteret Stormen låg Ängsgården varför gatan heter Ängsvägen. På dess västra sidan uppfördes på 1940-talet tre funkishus utmed Snapphanevägen. Norr om Lasarettsboulevarden i utkanten av Östermalm gränsande till Snapphanevägen byggdes Östra skolan 1903 Skolan fick senare namnet Centralskolan. På skolan undervisas årskurserna F-6 . Skolan har en bild- och formprofil.

## Fängelset och tingsrätten och villaområden på norra Östermalm
Kristianstads cellfängelse byggdes av fästningsfångarna i Kristianstad. Till området hörde rastgård med fotbollsplan och framför låg en fruktträdgård med odlingar för fängelset. Kristianstads tingsrätt uppförde i norra delen av Östermalm i närheten av fängelset som omdöptes till Anstalten Kristianstad Centrum. Anstalten lades ner 2013. På fängelset genomfördes den mycket omskrivna avrättningen av Yngsjömörderskan.
Fästningsgatan i norr avgränsar ett utpräglat villaområde norr om gamla fängelset.

## Arbetarrörelsen på Östermalm
1890 grundades på Föreningsgatan Sveriges första Folkets hus under namnet Föreningarnas hus. Folkets hus flyttades snart till Kapellgatan mitt på Östermalm lite öster i sjukhuset. Även om Östermalm blev centrum för arbetarrörelsen organisationer så var området inte rikt på industrier. Den stora arbetsplatsen var sjukhuset. På Östermalm fanns  dock en stor industri AB Damkappor. Fabriksbyggnaden byggdes 1928 vid Götgatan och byggdes till 1935. Byggnaden låg öster om tomten med tekniska skolan och konserthuset. Byggnaden finns kvar med andra verksamheter.

## Söder om Södra Kaserngatan
Efter kanalen finns kvarter med större flerfamiljshus med lokaler för affärer på nedre våningen.  Efter en kort sträcka av Kaserngatan löper Vasagatan mot söder. Gatan gör att området har kommit att kallas Vasastaden men det är inget officiellt namn. Vid Vasagatan finns på dess västra sida en rad av stora villor medan östra sidan har flerfamiljshus. De större bostadshusen fortsätter längs Kaserngatan fram till Sjökronas gata som går åt söder utmed Östra begravningsplatsen, som invigdes 1880. Det är Kristianstads största begravningsplats och upptar området mellan Södra Kaserngatan och Södra Boulevarden fram till Snapphanevägen. Vid sidan om Kanalgatan söderut från Kaserngatan fortsätter flerfamiljshus och i slutet av Kanalgatan ligger tre funkishus byggda på 1930-talet.